# Aeroporto Regional de Tallahassee
O Aeroporto Regional de Tallahassee (em inglês:  Tallahassee Regional Airport) (IATA: TLH, ICAO: KTLH, FAA: TLH) é um aeroporto público localizado a 6 quilômetros (4 milhas) à sudoeste da cidade de Tallahassee, a capital da Flórida, Estados Unidos. O aeroporto cobre uma área de 2.490 acres e possui duas pistas de pouso e decolagem. Iniciou suas operações em 23 de abril de 1961, como Aeroporto Municipal de Tallahassee.
Em 20 de fevereiro de 2000, o terminal de passageiros foi oficialmente renomeado de Terminal Ivan Munroe, em homenagem ao pioneiro da aviação de Tallahassee Ivan Munroe.

## Linhas aéreas e destinos
| Linhas Aéreas                                 | Destinos                                        |
| --------------------------------------------- | ----------------------------------------------- |
| American Eagle                                | Miami, Charlotte, Dallas/Fort Worth, Washington |
| Delta Air lines - Delta connection(em inglês) | Atlanta                                         |
| Silver Airways(em inglês)                     | Fort Lauderdale, Tampa                          |